# Le Cheval aux sabots d'or
Pour plus de détails, voir Fiche technique et Distribution.
Le Cheval aux sabots d'or (The Horse in the Gray Flannel Suit) est un film familial produit par Walt Disney Productions. Il est sorti le 20 décembre 1968. Il est basé sur The Year of the Horse (1965) un roman d'Eric Hatch (en).

## Synopsis
Heureux papa d'une jeune adolescente passionnée de chevaux, Fred Bolton, publicitaire de son état, prend le délicat pari professionnel d'associer la marque d'aspirine dont il gère la communication au monde hippique. Il compte ainsi faire coup double en redorant le blason du produit qu'il défend et en permettant à sa fille de côtoyer l'univers des courses.
Mais si l'idée de Fred est séduisante sur le papier, sa transcription dans les faits s'avèrera beaucoup plus délicate...

## Fiche technique
- Titre original: The Horse in the Gray Flannel Suit
- Titre français : Le Cheval aux sabots d'or
- Réalisation : Norman Tokar assisté de Christopher Hibler, William R. Poole, Larry Lansburgh (seconde unité)
- Scénario : Louis Pelletier d'après un roman d'Eric Hatch (en)
- Photographie : William E. Snyder
- Décors : Emile Kuri, Frank R. McKelvy
- Montage : Robert Stafford
- Directeurs artistique : Carroll Clark et John B. Mansbridge
- Artiste matte et générique : Alan Maley
- Effets spéciaux : Tim Baar
- Costumes : Bill Thomas (conception), Chuck Keehne, Emily Sundby
- Maquillage : Otis Malcolm
- Coiffure : La Rue Matheron
- Musique : George Bruns
  - Orchestrations : Walter Sheets
  - Montage : Evelyn Kennedy
- Technicien du son : Robert O. Cook (supervision), Dean Thomas (mixage)
- Technicien électricité : Otto Meyer
- Producteur : Winston Hibler, John Bloss (responsable de production)
- Société de production : Walt Disney Productions
- Durée: 113 minutes
- Genre: Comédie dramatique familiale
- Date de sortie : 20 décembre 1968
- Format: Couleurs de Technicolor (1, 37: 1)

Sauf mention contraire, les informations proviennent des sources suivantes : Leonard Maltin, Mark Arnold, IMDb

## Distribution
- Dean Jones (VF : Dominique Paturel) : Fredrick 'Fred' Bolton
- Diane Baker (VF : Lily Baron) : Suzie 'S.J.' Clemens
- Lloyd Bochner (VF : Michel Gatineau) : Archer Madison
- Fred Clark (VF : Yves Brainville) : Tom Dugan
- Ellen Janov (VF : Brigitte Morisan) : Helen Bolton, fille de Fred
- Morey Amsterdam (VF : Albert Augier) : Charlie Blake
- Kurt Russell (VF : Pierre Guillermo) : Ronnie Gardner
- Lurene Tuttle (VF : Hélène Tossy) : tante Martha
- Alan Hewitt : Harry Tomis
- Federico Piñero : Lieutenant Mario Lorendo
- Florence MacMichael (VF : Nicole Favar) : Catherine
- Joan Marshall (VF : Jacqueline Rivière) : Mimsey
- Robin Eccles (VF : Sylviane Margollé) : Judy Gardner
- Adam Williams : Sergent Roberts
- Norman Grabowski (VF : Jacques Ferrière) : Chauffeur de camion
- Bill Baldwin : Commentateur hippique
- John Cliff : Horse Attendant
- Jimmy Cross : Hank the horse trainer
- Peter Paul Eastman : spectator
- John Indrisano : Masseur
- Kenner G. Kemp : Horse show stands extra, Horse show judge
- Gil Lamb : Bit Comic
- Tony Regan : Dugan Executive
- Paul Smith (VF : Jacques Dynam) : Eddie l'agent de police
- Nydia Westman : Woman in elevator

Source : Leonard Maltin, Dave Smith, Mark Arnold et IMDb

## Sorties Cinéma
Sauf mention contraire, les informations suivantes sont issues de l'Internet Movie Database.
- États-Unis : 20 décembre 1968
- Norvège : 24 février 1970
- France : 20 mars 1970
- Japon : 27 juin 1970
- Danemark : 22 février 1971

## Sorties Vidéo
- États-Unis : 16 décembre 1986 (Cassette), 14 janvier 2003 (DVD)
- Canada : 3 février 2004 (DVD)

## Origine et production
Le film est tiré d'un roman d'Eric Hatch intitulé The Year of the Horse, publié en 1965,. Kurt Russell, un des acteurs les plus jeunes de la production hollywoodienne, signa un contrat pour une durée de dix ans avec Walt Disney Productions. Il obtint son premier rôle au cinéma dans Demain des hommes (1966), puis tourna dans The One and Only, Genuine, Original Family Band (1968), L'Ordinateur en folie (1969) et L'Homme le plus fort du monde (1975).
Le tournage du film est principalement réalisé au Disney's Golden Oak Ranch à Newhall en Californie avec des apprentis cavaliers de la Flintridge Riding Academy.

## Sortie et accueil
C'est le premier film de Disney dont le poster comporte Walt Disney Productions Presents au lieu de Walt Disney Presents. Il sort au cinéma le 20 décembre 1968 accompagné du moyen métrage Winnie l'ourson dans le vent. Il n'a pas été un succès important au cinéma.
Le film a été diffusé en deux épisodes dans l'émission The Wonderful World of Disney le 14 et le 21 novembre 1971 sur NBC. Le film a été à nouveau diffusé dans l'anthologie télévisée de Disney en 1977. Le film a été édité en vidéo en 1986.

## Analyse
Pour Mark Arnold, le film est un film équestre standard qui n'est sauvé que par les bonnes prestations de Dean Jones et Kurt Russell et par l'excellente partie sur la compétition de saut à la fin du film. Dean Jones fait mieux dans le film suivant, Un amour de Coccinelle produit en même temps.